# Wakenitz
La Wakenitz est une rivière d'une  longueur de 15 km qui coule au sud-est du land du Schleswig-Holstein, dans le Nord de l'Allemagne.
Elle prend sa source au lac de Ratzebourg et se termine dans la Trave dans la ville de Lübeck. La plus grande partie de sa rive droite constitue la frontière avec le land du Mecklembourg-Poméranie-Occidentale, et constituait donc une portion du rideau de fer à la fin de la Seconde Guerre mondiale.

## Source de la traduction
- (en) Cet article est partiellement ou en totalité issu de l’article de Wikipédia en anglais intitulé « Wakenitz » (voir la liste des auteurs).